# XV-9 (航空機)
ヒューズ XV-9（ モデル385 ）
試験飛行中の XV-9A
- 用途：ヘリコプター実験機
- 分類：チップジェットまたはホットサイクル式ローター
- 設計者：ヒューズ・ヘリコプターズ
- 製造者：ヒューズ・ヘリコプターズ
- 運用者： アメリカ合衆国（アメリカ陸軍）
- 初飛行：1964年11月5日
- 生産数：1機
- 退役：1965年 8月
- 運用状況：退役
- ユニットコスト：不明

XV-9（ 社内名称： ヒューズ モデル385 ）は、1960年代にアメリカ合衆国のヒューズ・ヘリコプターズによって開発された高速研究ヘリコプターである。

## 設計と開発
ヒューズ・ヘリコプターズ社の社内名称で「モデル385」と呼ばれた本機は、ホットサイクル推進機構として知られている概念実証機体（デモンストレーター）としてアメリカ陸軍の研究契約の下で開発・設計され製造された。 
この従来のヘリコプターの駆動機構に比較して特異な回転翼のチップジェット駆動機構を持つ「モデル385」はアメリカ陸軍の試験記号として、XV-9A の制式記号とシリアル番号 " 64-15107 " を与えられた。 
胴体の両側面に位置する 2基の YT64-GE-6・ターボジェットエンジンは、各々の発動機につき 2,850馬力（ 2,126 kW ）を出力するが、その合計 5,700馬力（ 4,252 kW ）全てがホットサイクル機構の噴出ガスの生成機（ジェネレーター）として使用され、後方へ排出する通常のジェット推力はもちろん、ターボシャフトエンジンのように、軸馬力の出力による機械的な回転翼の駆動トルクにも用いられることはなかった。発動機が生成したジェット噴出気流は回転翼の4枚の羽根先端の噴出口に導かれた。
主回転翼の各々の羽根は前縁及び後縁の両方に対して、発動機からの高温高圧ガス管を前後から冷やすための冷却導風管を有していた。 
開発と製造費用を最小限に抑えるために、既存の軽・観測ヘリコプターであるOH-6Aの前方の卵形の操縦区画、およびその前方部分の並列の2座席（サイド・バイ・サイド）を備えた操縦席が流用され、降着装置はシコルスキーエアクラフトのシコルスキー S-58〔 米国陸軍制式記号：H-34 チョクトー（Choctaw）〕から流用された。

## 試験飛行と運用歴
XV-9 ヘリコプターは、1964年11月5日に最初に飛行した。 
カリフォルニア州のカルバーシティ (Culver City) のヒューズ社施設での試験飛行の後、XV-9A は更なる飛行試験のためにエドワーズ空軍基地に分解の上で陸路輸送された。 
これはヘリコプター特有の航続力と燃費の悪さが回送飛行（フェリー） に適さないという事情のほかに、ただの1機のみの製造数でしかない、貴重な試験機〔 シリアル番号：64-15107 〕を失う危険を冒すことを避けるためであった。
第2段階の試験飛行先であるエドワーズ空軍基地での試験飛行は満足のいくものであったが、次第にチップジェット方式の回転翼機の問題点が明らかになってきた。
XV-9A は回転翼の羽根から噴出される、高圧・高温ガスの排出音が大変に騒がしかった。
- ( マクドネル XV-1 (航空機)#運用歴 の騒音の記載も参考にされたい )

加えて変速機とクラッチを介して回転翼を軸馬力で駆動させる通常のヘリコプターに較べて燃料消費量が多かったが、ヒューズ社はホットサイクル機構が、今後の回転翼航空機の設計に関して広く使われると確信して疑わなかった。 

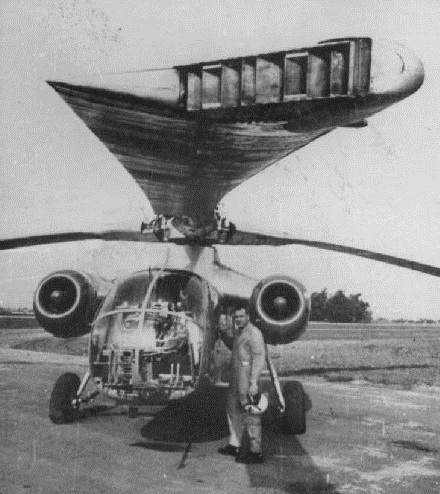
回転翼の羽根の先端部分配器と散布口〔ディフューザー〕拡大。高圧高温ガスによる特に長大な回転翼の羽根内の導風管の腐食問題や、噴出ガス騒音による音響金属疲労を、当時の材料工学では解決出来なかった。

しかしながら結局、同社は上記の騒音と劣悪な燃費の問題を緩和することができず、少なくともヒューズ社による圧力ジェットシステム ( pressure-jet systems ) の開発はそれ以上の段階には進まなかった。 
アメリカ陸軍による実用性の審査は 1965年8月に完了し、XV-9A ヘリコプターはアメリカ陸軍の制式記号を解かれ、「モデル385」としてヒューズ社に返還された。
それはアメリカ陸軍が XV-9 の設計を今後とも必要としないことを意味し、引き続き実用機の開発製造に関して、アメリカ陸軍とヒューズ・ヘリコプターズ社が契約する可能性が潰えたことを意味した。

## 試作機の形式
- XV-9A：シリアル番号 " 64-15107 "〔 総製作数は、試作機1機のみ 〕

ヒューズ・ヘリコプターズ モデル 385（ Hughes Helicopters Model 385 ) の米陸軍航空機審査部の制式試験機記号。
なお、同社はヒューズ・エアクラフト社の一課として設立され、 1955年以降から XV-9 開発当時までは、ヒューズヘリコプター部門。。

## 諸元
アメリカ陸軍航空機 ( アメリカ空軍独立後、1947年以降編) 〔 U.S. Army Aircraft Since 1947 〕
- 乗組： 2名 ( 機長 と 副操縦士 )
- 胴体長： 45フィート（ メートル法換算 約13.72 m ）
- 主回転翼構成：ホットサイクル機構によるチップジェット駆動。回転翼の羽根枚数 4翅
- 主回転翼直径： 55フィート（ 約16.76 m ）
- 全高： 12フィート（ 約3.66 m ）
- 主回転翼面積： 2,376 ft2 （ 約220.6 m2 ）
- 空虚重量： 8,500 ポンド（ 約3,864 kg）
- 総重量： 15,300 ポンド（ 約6,955 kg ）
- 発動機： 2 × YT64-GE-6・ターボジェットエンジン、各々の発動機につき 2,850馬力（ 2,126 kW ）、出力はその総てがホットサイクル機構の噴出ガスの生成機ジェネレーターとして使用され、後方へ排出する通常のジェット推進力はもちろん、ターボシャフトエンジンのように、軸馬力の出力による機械的な回転翼の駆動トルクにも用いられない。

### 性能
- 最高速度： 173 mph（ 約279 km/h ）
- 巡航速度： 150 mph（ 約242 km/h ）
- 航続距離： 165マイル（ 約266 km ）
- 実用上昇限度： 11,500フィート（ 約3,505 m ）